# Ditassa oxypetala
Ditassa oxypetala är en oleanderväxtart som beskrevs av Joseph Decaisne. Ditassa oxypetala ingår i släktet Ditassa och familjen oleanderväxter. Inga underarter finns listade i Catalogue of Life.